# Allerfähre Otersen–Westen
Die heute saisonal betriebene Allerfähre Otersen–Westen nahm 1997 nach fast genau 30 Jahren Unterbrechung den Betrieb auf, um die Verbindung der Orte Otersen und Westen in Niedersachsen über die Aller wiederherzustellen. Sie stellt somit die einzige direkte Verbindung der beiden Nachbargemeinden Kirchlinteln und Dörverden im Landkreis Verden dar.

## Geschichte

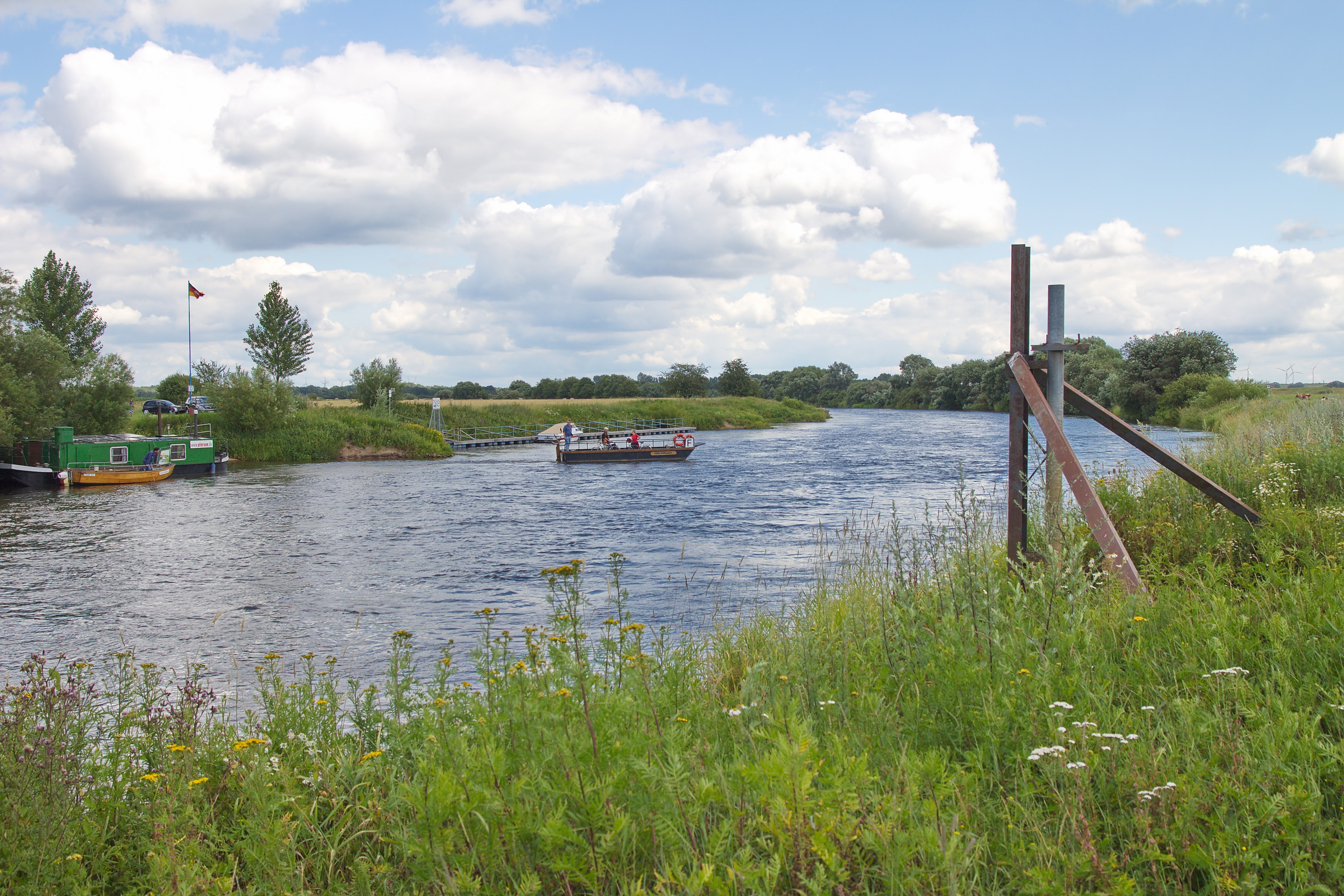
Fährverbindung Otersen-Westen von Westen gesehen

Die Allerfähre Otersen-Westen verbindet seit dem 16. Jahrhundert die beiden Dörfer Otersen und Westen als Brücke über die Aller miteinander. Eine 20 Meter lange Prahmfähre setzte bis 1954 Vieh, Pferdegespanne und Menschen über. Danach übernahm ein 4,50 Meter langes Dielenboot bis zur Stilllegung 1967 die Aufgabe, Fußgänger und Radfahrer über die Aller zu bringen.

### Marie Hoffmann (1997)
Erst 1997 konnte durch Initiative des Heimatvereins Otersen ein von der AUCOOP / BBV-Werft in Bremen-Vegesack neuerbautes, 6 m langes Dielenschiff mit dem Namen "Marie Hoffmann" in Dienst gestellt werden.

### Marie Hoffmann II (2000)
Aufgrund des überaus großen Erfolges der Fähre beschloss der Heimatverein Otersen nach drei Jahren, die Beauftragung einer größeren, 7,50 Meter langen Prahmfähre bei der Wikinger-Bootswerft in Wilhelmshaven. Sie wurde im April 2000 auf den Namen "Marie Hoffmann II" getauft und ist seither im Einsatz.
Technische Daten
Die heute betriebene Allerfähre "Marie Hoffmann II" hat eine Länge von 7,50 Metern und eine Breite von 2,70 Metern. Das offene Fährboot ist für den Transport von bis zu 18 sitzenden Personen und Fahrrädern geeignet und wird über eine 1,65 Meter breite Bugklappe be- und entladen.
Der 8 kW-Elektro-Innenbordmotor, der die Fähre antreibt, bezieht seinen Strom aus einem 290AH-48Volt-Gelbatterieblock (8x145AH 12V). Der Batterieblock wird von einer Solarpaneel-Anlage geladen, die auf einem Beiliegerboot installiert ist. Das Boot kann im Notfall auch mit Ruderriemen an Land gebracht werden.

### Marie Hoffmann (2016)
Im Sommer 2016 erfolgte die Fertigstellung der neuen Solar-Allerfähre, die ebenfalls "Marie Hoffmann" heißt. Sie ist aus seewassertauglichem Aluminium gefertigt und damit langlebiger. Die regionaltypische Form der Prahmfähre mit Bugklappe wurde weitestgehend beibehalten. Allerdings ist die Fähre 30 cm breiter als das Vorgängermodell. Damit wird dem vermehrten Transport von E-Bikes Rechnung getragen. Möglich wurde die Investition durch die Förderung in Höhe von 65.000 Euro aus Leader-Mitteln für das Aller-Leine-Tal.